# Ernst Eugster
Ernst Eugster (22 de enero de 1945) es un deportista neerlandés que compitió en judo.
Ganó dos medallas de bronce en el Campeonato Mundial de Judo, en los años 1967 y 1969, y tres medallas de bronce en el Campeonato Europeo de Judo entre los años 1968 y 1972.

## Palmarés internacional
| Campeonato Mundial | Campeonato Mundial              | Campeonato Mundial | Campeonato Mundial |
| Año                | Lugar                           | Medalla            | Categoría          |
| ------------------ | ------------------------------- | ------------------ | ------------------ |
| 1967               | Salt Lake City (Estados Unidos) | Medalla de bronce  | –93 kg             |
| 1969               | Ciudad de México (México)       | Medalla de bronce  | Abierta            |
| Campeonato Europeo |                                 |                    |                    |
| Año                | Lugar                           | Medalla            | Categoría          |
| 1968               | Lausana (Suiza)                 | Medalla de bronce  | –93 kg             |
| 1971               | Gotemburgo (Suecia)             | Medalla de bronce  | –93 kg             |
| 1972               | Voorburg (Países Bajos)         | Medalla de bronce  | –93 kg             |